# Frederick Blackman
Frederick Frost Blackman (* 25. Juli 1866 in Lambeth, England; † 30. Januar 1947 in Cambridge) war ein britischer Pflanzenphysiologe.

## Leben
Blackman studierte von 1883 bis 1887 Medizin am St Bartholomew’s Hospital in London. 1885 erwarb er den Bachelor of Science. Von 1887 bis 1891 studierte er Naturwissenschaften am St John’s College an der Cambridge University. 1891 wurde er Demonstrator, 1897 Lecturer und von 1904 bis 1936 war er Reader für Botanik an der Cambridge University.
Blackman hat grundlegende Entdeckungen zur Photosynthese gemacht und diese 1905 zusammen mit Gabrielle Matthaei veröffentlicht. Sie kultivierten Pflanzen (Lorbeerkirsche und Topinambur) und variierten die Konzentration von Kohlendioxid (CO2), die Lichtintensität und die Temperatur. Gemessen wurde dann die Auswirkungen dieser Parameter auf die Photosyntheserate. Sie konnten dabei feststellen, dass unter Bedingungen von Starklicht und einer geringen CO2-Konzentration die Photosyntheserate temperaturabhängig war und schlossen daraus, dass die Verwertung oder Fixierung des CO2 auf normalen biochemischen Reaktionen beruht, die temperaturabhängig sind. Bei einem Überschuss von CO2 und geringer Lichtmenge wurde dagegen kein Einfluss der Temperatur gefunden. Sie schlossen daraus, dass Reaktionen, die durch Licht induziert werden, nicht von der Temperatur abhängen. Diese Tatsache gilt allgemein für photochemische Reaktionen.
Daneben beschäftigte sich Blackman mit der Systematik der Algen, weshalb ihm das offizielle botanische Autorenkürzel „F.F.Blackman“ zugeteilt wurde.
Sein Bruder war der Pflanzenphysiologe und Professor am Imperial College London Vernon Herbert Blackman (1872–1967).

## Veröffentlichungen
- F. F. Blackman und G. L. C. Matthaei: Experimental researches on vegetable assimilation and respiration. In: Phil. Trans. Roy. Soc. Series B, Band 197, 1905, S. 47.
- F. F. Blackman: Optima and limiting factors. In: Ann. Bot. 19, (1905), 281–295.

## Mitgliedschaften und Ehrungen
- 1906: Royal Society of London
- 1908: President of Section K (Botany) of the British Association
- 1926: Royal Medal of the Royal Society